# Saison 1974-1975 de la LIH
Saison précédente Saison suivante
La Saison 1974-1975 est la trentième saison de la ligue internationale de hockey.
Les Goaldiggers de Toledo remportent la Coupe Turner en battant les Gears de Saginaw en série éliminatoire.

## Saison régulière
Avant le début de la saison régulière, les Hornets de Toledo sont vendus et prennent le nom des Goaldiggers de Toledo, les Wings de Port Huron quant à eux reviennent sous le nom des Flags de Port Huron. Deux nouvelles équipes se joignent à la ligue, soit les Wings de Kalamazoo et les Lancers de Lansing qui, dans leur cas, ne prendront part qu'à 41 des 75 rencontres avant de cesser leurs activités en raison de problèmes financiers.

### Classement de la saison régulière
Pour les significations des abréviations, voir Statistiques du hockey sur glace.
| Clt   | Équipe              | PJ | V  | D  | N | BP  | BC  | Pts |
| ----- | ------------------- | -- | -- | -- | - | --- | --- | --- |
| +001, | Mohawks de Muskegon | 75 | 48 | 24 | 3 | 325 | 240 | 99  |
| +002, | Generals de Flint   | 75 | 44 | 26 | 5 | 287 | 220 | 93  |
| +003, | Gears de Saginaw    | 75 | 43 | 29 | 3 | 302 | 259 | 89  |
| +004, | Flags de Port Huron | 76 | 35 | 38 | 3 | 255 | 270 | 73  |
| +005, | Wings de Kalamazoo  | 75 | 17 | 53 | 5 | 203 | 318 | 39  |
| +006, | Lancers de Lansing  | 41 | 12 | 28 | 1 | 145 | 216 | 25  |

| Clt   | Équipe                 | PJ | V  | D  | N | BP  | BC  | Pts |
| ----- | ---------------------- | -- | -- | -- | - | --- | --- | --- |
| +001, | Gems de Dayton         | 75 | 46 | 36 | 3 | 297 | 256 | 95  |
| +002, | Owls de Columbus       | 76 | 40 | 32 | 4 | 307 | 275 | 84  |
| +003, | Goaldiggers de Toledo  | 76 | 34 | 38 | 4 | 285 | 275 | 72  |
| +004, | Capitols de Des Moines | 76 | 31 | 38 | 7 | 253 | 264 | 69  |
| +005, | Komets de Fort Wayne   | 76 | 26 | 44 | 6 | 247 | 313 | 58  |

- Champion de la saison régulière
- Champion de division
- Qualifié pour les séries éliminatoires

### Meilleurs pointeurs
| Joueur         | Équipe           | PJ | B  | A  | Pts | Pun |
| -------------- | ---------------- | -- | -- | -- | --- | --- |
| Rick Bragnalo  | Dayton           | 75 | 41 | 72 | 113 | 50  |
| Gary Ford      | Muskegon         | 63 | 47 | 61 | 108 | 40  |
| Kirk Bowman    | Flint            | 75 | 29 | 79 | 108 | 62  |
| Steve Self     | Dayton           | 74 | 56 | 47 | 103 | 77  |
| Terry Ryan     | Lansing/Muskegon | 72 | 34 | 67 | 101 | 22  |
| Mike Powers    | Columbus         | 76 | 50 | 50 | 100 | 83  |
| Doug Manchak   | Flint            | 73 | 61 | 29 | 90  | 25  |
| Bob Tombari    | Muskegon         | 74 | 33 | 55 | 88  | 14  |
| Juri Kudrasovs | Toledo           | 67 | 37 | 47 | 84  | 53  |
| Jim Cowell     | Des Moines       | 76 | 28 | 54 | 82  | 48  |

## Séries éliminatoires

### Tableau
|  | Quarts de finale       | Quarts de finale      |                     |   | Demi-finales | Demi-finales |  |  | Finale | Finale |
|  | Quarts de finale       | Quarts de finale      |                     |   | Demi-finales | Demi-finales |  |  | Finale | Finale |
|  |                        |                       |                     |   |              |              |  |  |        |        |
|  |                        |                       |                     |   |              |              |  |  |        |        |
|  |                        |                       |                     |   |              |              |  |  |        |        |
|  | Mohawks de Muskegon    | 4                     |                     |   |              |              |  |  |        |        |
|  | Mohawks de Muskegon    | 4                     |                     |   |              |              |  |  |        |        |
|  | Flags de Port Huron    | 1                     |                     |   |              |              |  |  |        |        |
|  | Flags de Port Huron    | 1                     | Mohawks de Muskegon | 3 |              |              |  |  |        |        |
|  |                        |                       | Mohawks de Muskegon | 3 |              |              |  |  |        |        |
|  |                        | Gears de Saginaw      | 4                   |   |              |              |  |  |        |        |
|  | Generals de Flint      | Gears de Saginaw      | 4                   | 1 |              |              |  |  |        |        |
|  | Generals de Flint      |                       |                     | 1 |              |              |  |  |        |        |
|  | Gears de Saginaw       | 4                     |                     |   |              |              |  |  |        |        |
|  | Gears de Saginaw       | 4                     | Gears de Saginaw    | 3 |              |              |  |  |        |        |
|  |                        |                       | Gears de Saginaw    | 3 |              |              |  |  |        |        |
|  |                        | Goaldiggers de Toledo | 4                   |   |              |              |  |  |        |        |
|  | Gems de Dayton         | Goaldiggers de Toledo | 4                   | 4 |              |              |  |  |        |        |
|  | Gems de Dayton         |                       |                     | 4 |              |              |  |  |        |        |
|  | Capitols de Des Moines | 3                     |                     |   |              |              |  |  |        |        |
|  | Capitols de Des Moines | 3                     | Gems de Dayton      | 3 |              |              |  |  |        |        |
|  |                        |                       | Gems de Dayton      | 3 |              |              |  |  |        |        |
|  |                        | Goaldiggers de Toledo | 4                   |   |              |              |  |  |        |        |
|  | Owls de Columbus       | Goaldiggers de Toledo | 4                   | 1 |              |              |  |  |        |        |
|  | Owls de Columbus       |                       |                     | 1 |              |              |  |  |        |        |
|  | Goaldiggers de Toledo  | 4                     |                     |   |              |              |  |  |        |        |
|  | Goaldiggers de Toledo  | 4                     |                     |   |              |              |  |  |        |        |

### Quart de finales
Pour les quart de finale, les équipes concourantes sont déterminés au total de points obtenues durant la saison régulière dans leur division respective . Ainsi, l'équipe ayant obtenu le plus de points dans la division nord, Muskegon avec 99, affronte Port Huron qui eux, on terminé quatrième avec 73 points. Flint ayant teminé deuxième font face à Saginaw qui as terminé troisième. Du côté de la division sud, Dayton font face à Des Moines, alors que Columbus affronte Toledo.
| Date    | Équipe à domicile   | Score   | Équipe visiteuse    |
| ------- | ------------------- | ------- | ------------------- |
| 26 mars | Mohawks de Muskegon | 5-4 (P) | Flags de Port Huron |
| 27 mars | Flags de Port Huron | 5-3     | Mohawks de Muskegon |
| 29 mars | Mohawks de Muskegon | 7-5     | Flags de Port Huron |
| 30 mars | Flags de Port Huron | 1-3     | Mohawks de Muskegon |
| 2 avril | Mohawks de Muskegon | 7-4     | Flags de Port Huron |

Les Mohawks de Muskegon remportent la série 4 victoires à 1.
| Date      | Équipe à domicile | Score   | Équipe visiteuse  |
| --------- | ----------------- | ------- | ----------------- |
| 26 mars   | Generals de Flint | 4-5 (P) | Gears de Saginaw  |
| 28 mars   | Gears de Saginaw  | 8-4     | Generals de Flint |
| 29 mars   | Generals de Flint | 2-1     | Gears de Saginaw  |
| 1er avril | Gears de Saginaw  | 4-0     | Generals de Flint |
| 2 avril   | Generals de Flint | 0-4     | Gears de Saginaw  |

Les Gears de Saginaw remportent la série 4 victoires à 1.
| Date      | Équipe à domicile      | Score   | Équipe visiteuse       |
| --------- | ---------------------- | ------- | ---------------------- |
| 25 mars   | Gems de Dayton         | 5-6     | Capitols de Des Moines |
| 26 mars   | Gems de Dayton         | 3-1     | Capitols de Des Moines |
| 28 mars   | Capitols de Des Moines | 2-4     | Gems de Dayton         |
| 29 mars   | Capitols de Des Moines | 5-3     | Gems de Dayton         |
| 1er avril | Gems de Dayton         | 3-2 (P) | Capitols de Des Moines |
| 3 avril   | Capitols de Des Moines | 5-1     | Gems de Dayton         |
| 4 avril   | Gems de Dayton         | 3-1     | Capitols de Des Moines |

Les Gems de Dayton remportent la série 4 victoires à 3.
| Date      | Équipe à domicile     | Score | Équipe visiteuse      |
| --------- | --------------------- | ----- | --------------------- |
| 26 mars   | Owls de Columbus      | 1-3   | Goaldiggers de Toledo |
| 27 mars   | Goaldiggers de Toledo | 7-0   | Owls de Columbus      |
| 29 mars   | Owls de Columbus      | 7-0   | Goaldiggers de Toledo |
| 30 mars   | Goaldiggers de Toledo | 4-1   | Owls de Columbus      |
| 1er avril | Owls de Columbus      | 2-3   | Goaldiggers de Toledo |

Les Goaldiggers de Toledo remportent la série 4 victoires à 1.

### Demi-finales
| Date     | Équipe à domicile   | Score   | Équipe visiteuse    |
| -------- | ------------------- | ------- | ------------------- |
| 5 avril  | Mohawks de Muskegon | 7-4     | Gears de Saginaw    |
| 6 avril  | Gears de Saginaw    | 5-3     | Mohawks de Muskegon |
| 8 avril  | Gears de Saginaw    | 4-3 (P) | Mohawks de Muskegon |
| 11 avril | Mohawks de Muskegon | 5-2     | Gears de Saginaw    |
| 12 avril | Mohawks de Muskegon | 6-8     | Gears de Saginaw    |
| 15 avril | Gears de Saginaw    | 5-3     | Mohawks de Muskegon |
| 18 avril | Mohawks de Muskegon | 2-8     | Gears de Saginaw    |

Les Gears de Saginaw remportent la série 4 victoires à 3.
| Date     | Équipe à domicile     | Score | Équipe visiteuse      |
| -------- | --------------------- | ----- | --------------------- |
| 9 avril  | Gems de Dayton        | 4-3   | Goaldiggers de Toledo |
| 11 avril | Gems de Dayton        | 3-5   | Goaldiggers de Toledo |
| 12 avril | Goaldiggers de Toledo | 6-4   | Gems de Dayton        |
| 13 avril | Goaldiggers de Toledo | 4-6   | Gems de Dayton        |
| 16 avril | Gems de Dayton        | 5-0   | Goaldiggers de Toledo |
| 18 avril | Goaldiggers de Toledo | 7-3   | Gems de Dayton        |
| 19 avril | Gems de Dayton        | 2-6   | Goaldiggers de Toledo |

Les Goaldiggers de Toledo remportent la série 4 victoires à 3.

### Finale
La finale oppose les vainqueurs de leur série respectives, les Gears de Saginaw et les Goaldiggers de Toledo. Pour remporter la finale les équipes doivent obtenir quatre victoires.
| Date     | Équipe à domicile     | Score   | Équipe visiteuse      |
| -------- | --------------------- | ------- | --------------------- |
| 23 avril | Goaldiggers de Toledo | 5-3     | Gears de Saginaw      |
| 25 avril | Goaldiggers de Toledo | 3-5     | Gears de Saginaw      |
| 28 avril | Gears de Saginaw      | 5-8     | Goaldiggers de Toledo |
| 30 avril | Gears de Saginaw      | 5-4 (P) | Goaldiggers de Toledo |
| 4 mai    | Goaldiggers de Toledo | 6-5     | Gears de Saginaw      |
| 6 mai    | Gears de Saginaw      | 7-3     | Goaldiggers de Toledo |
| 7 mai    | Goaldiggers de Toledo | 6-5     | Gears de Saginaw      |

Les Goaldiggers de Toledo remportent la série 4 victoires à 3.

### Effectifs de l'équipe championne
Voici l'effectif des Goaldiggers de Toledo, champion de la Coupe Turner 1975:
- Entraîneur : Ted Garvin.
- Joueurs : Jerry Badiuk, Moe Brunel, Pierre Chagnon, Don Craig, Kent Douglas, Juri Kudrasovs, Michel Laurendeau, Pierre LeBlanc, Ian MacPhee, Doug Mahood, John Martin, Jim McCabe, Darwin Mott, Craig Stamp, Willie Trognitz, Ted Tucker, Don Westbrooke.

## Trophée remis
| Trophée               | Description                       | Vainqueur              |
| --------------------- | --------------------------------- | ---------------------- |
| Coupe Turner          | Champion des séries éliminatoires | Goaldiggers de Toledo. |
| Trophée Fred-A.-Huber | Champion de la saison régulière   | Mohawks de Muskegon.   |

| Trophée                  | Description                                         | Vainqueur                                      |
| ------------------------ | --------------------------------------------------- | ---------------------------------------------- |
| Trophée Leo-P.-Lamoureux | Meilleur pointeur                                   | Rick Bragnalo, Gems de Dayton.                 |
| Trophée James-Gatschene  | Meilleur joueur                                     | Gary Ford, Mohawks de Muskegon.                |
| Trophée Garry-F.-Longman | Meilleur joueur recrue                              | Rick Bragnalo, Gems de Dayton.                 |
| Trophée des gouverneurs  | Meilleur défenseur                                  | Murray Flegel, Mohawks de Muskegon.            |
| Trophée James-Norris     | Gardien avec la plus faible moyenne de buts alloués | Merlin Jenner et Bob Volpe, Generals de Flint. |